# Бентсен, Ллойд Миллард
Ллойд Миллард Бентсен-мл. (англ. Lloyd Millard Bentsen Jr., 11 февраля 1921, Мишен, Техас — 23 мая 2006, Хьюстон, Техас) — политик США, демократ.

## Биография
После окончания Школы права Техасского университета в 1942 году поступил в американскую армию, до начала 1944 года работал в разведывательной службе в Бразилии, а затем — пилотом ВВС в Италии. Служил до конца войны, был награждён, произведён в ранг майора и командовал авиаэскадроном.
После войны Бентсен в 1948 году был избран в Палату представителей, сначала на выборах 81 созыва, потом на довыборах в 80 созыв, где находился четыре срока до 1955 года, после чего работал в финансовом секторе в Хьюстоне, в 1970 году став президентом холдинга Линкольн Консолидейтед. В том же году Бентсен, избранный кандидатом в сенаторы от демократов, ушёл в отставку со всех должностей.
В 1971 году Бентсен был избран сенатором от Техаса, победив Джорджа Буша-старшего, переизбирался в 1976, 1982, 1988 годах. В 1976 году Бентсен боролся за номинацию от Демократической партии на президентских выборах, но проиграл Джимми Картеру, избранному президентом. В 1984 году был одним из возможных кандидатов на пост вице-президента в паре с Уолтером Мондейлом, но избрана была Джеральдин Ферраро.
В 1988 году кандидат в президенты Майкл Дукакис предложил Бентсону место кандидата в вице-президенты на выборах. Впрочем, победу одержал республиканец Буш-старший, а вице-президентом стал Дэн Куэйл. Во время дебатов с Куэйлом перед этими выборами Бентсен сказал оппоненту знаменитую фразу: «Вы, сенатор, не Джек Кеннеди.».
В 1993—1994 годах Бентсен, покинув Сенат, занимал пост министра финансов США в администрации Клинтона. В 1998 году Бентсен перенёс два инсульта и через восемь лет умер. Его политическая платформа была «умеренной»: так, он был либерален в вопросах абортов, но выступал за смертную казнь.
В последний раз появился на публике в 2004 году на открытии портретов четы Клинтонов.
Умер 23 мая 2006 года в своём доме в Хьюстоне в возрасте 85 лет. Его похороны состоялись 30 мая в Первой Пресвитерианской Церкви в Хьюстоне. Похоронен на кладбище «Форест Парк Лондейл».